# Chiếu sáng quá mức

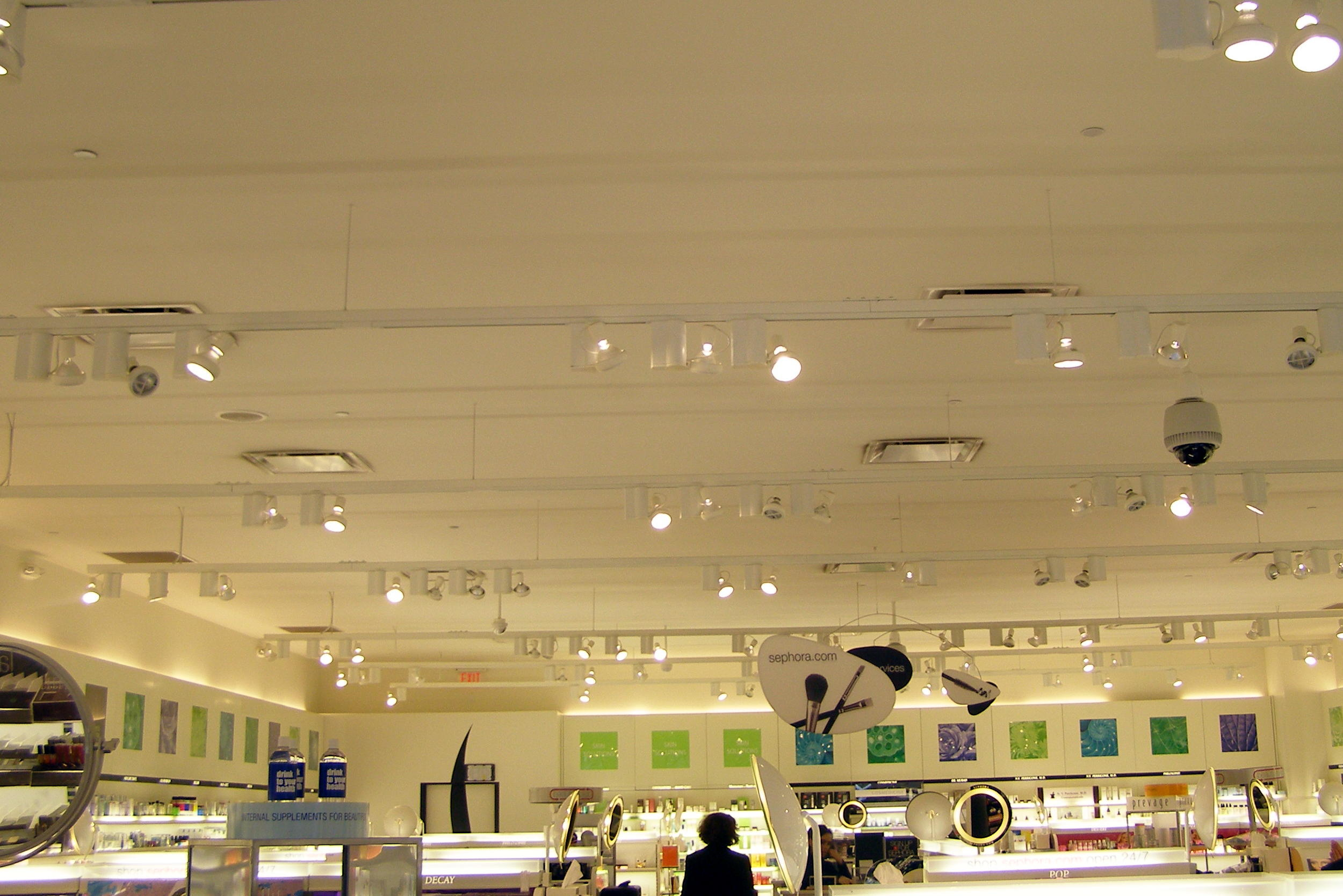
Cửa hàng mỹ phẩm này có hơn hai lần mức độ ánh sáng cần thiết.

Chiếu sáng quá mức là sự hiện diện của cường độ ánh sáng cao hơn mức phù hợp cho một hoạt động cụ thể. Quá chiếu sáng thường bị bỏ qua giữa năm 1950 và 1995, đặc biệt là trong môi trường văn phòng và bán lẻ. Tuy nhiên, kể từ đó, cộng đồng thiết kế nội thất đã bắt đầu xem xét lại cách làm này. Chiếu sáng quá mức bao gồm hai mối quan tâm riêng biệt:
- Ánh sáng điện không cần thiết là tốn kém và tốn nhiều năng lượng. Chiếu sáng chiếm khoảng 9% sử dụng điện dân dụng tính đến  năm 2001 [3] và khoảng 40% sử dụng điện thương mại.[4]
- Mức độ ánh sáng nhân tạo quá mức có thể ảnh hưởng xấu đến sức khỏe. Những hiệu ứng bất lợi này có thể phụ thuộc vào phổ cũng như mức độ sáng chung của ánh sáng.

Có thể giảm quá mức chiếu sáng bằng cách lắp đặt cảm biến chiếm chỗ, sử dụng ánh sáng mặt trời tự nhiên bất cứ khi nào có thể, tắt đèn khi rời khỏi phòng hoặc thay đổi loại bóng đèn. Quá chiếu sáng không đề cập đến hiện tượng mù tuyết, nơi tiếp xúc nhiều với tia cực tím gây ra thiệt hại vật lý cho mắt. Quá ít ánh sáng, ngược lại với sự chiếu sáng quá mức, có liên quan đến rối loạn cảm xúc theo mùa.

## Nguyên nhân

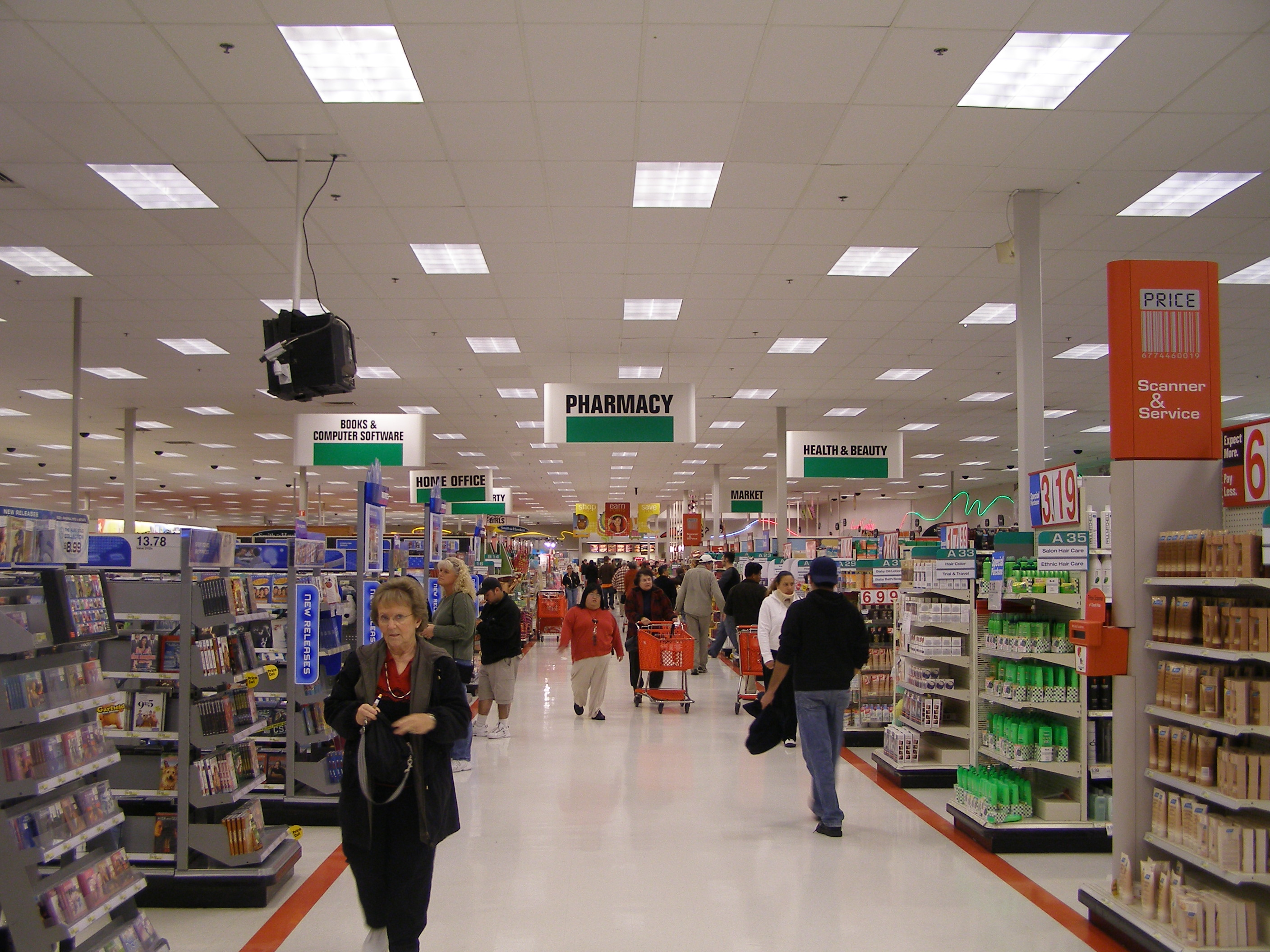
Một số cửa hàng bán lẻ hộp lớn được chiếu sáng quá mức.

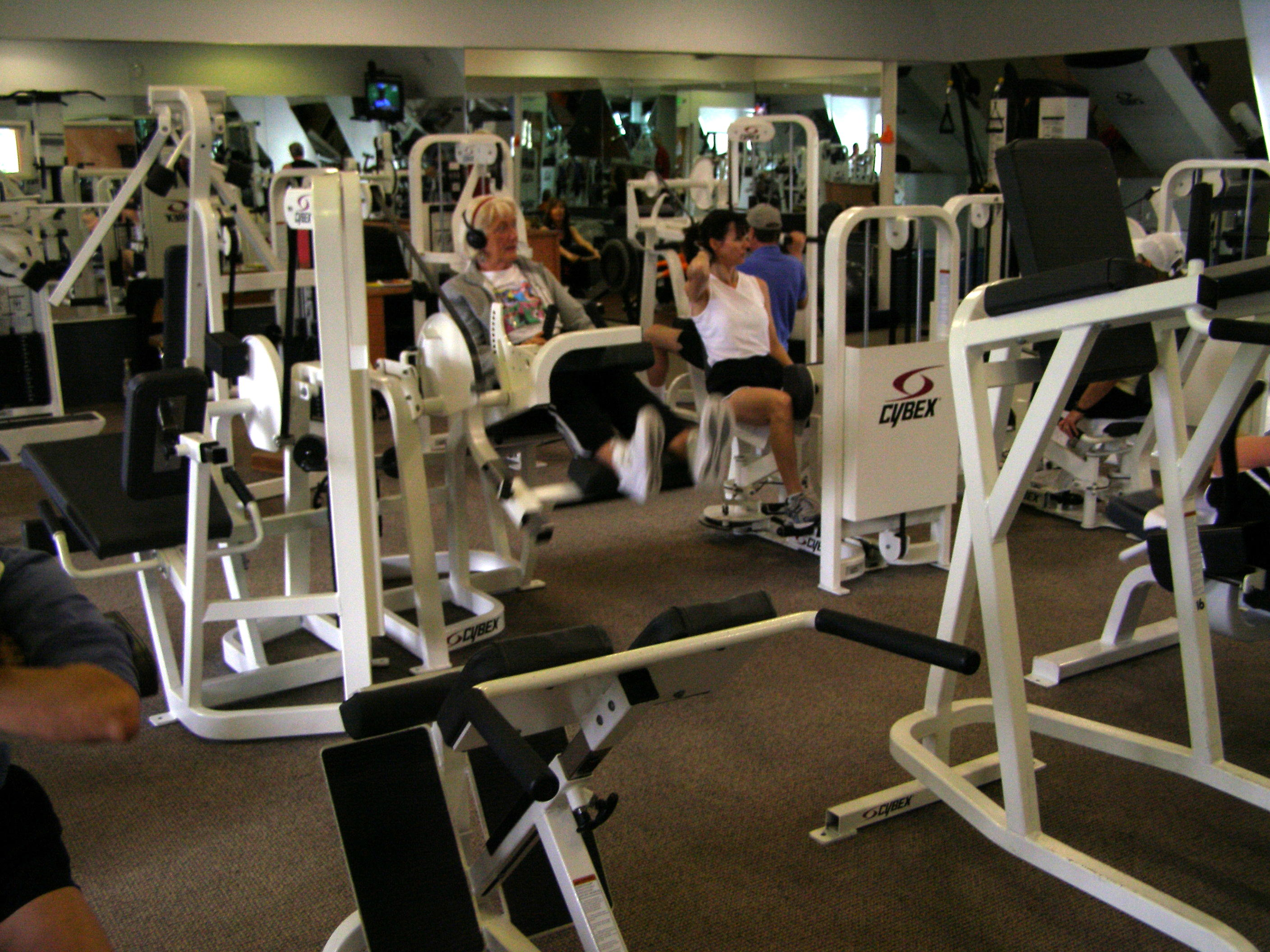
Một câu lạc bộ thể dục được chiếu sáng chủ yếu bằng ánh sáng tự nhiên

Chiếu sáng quá mức có thể được gây ra bởi một số yếu tố:
- Chiếu sáng một khu vực không có người ở
- Sử dụng đèn điện thay cho ánh sáng tự nhiên
- Cung cấp ánh sáng cho khu vực, nhưng với cường độ quá cao
- Cài đặt quá ít điều khiển điện. Điều này dẫn đến một khu vực phải được chiếu sáng quá mức hoặc không được chiếu sáng

Ngoài ra, có những lý do phụ trợ tại sao việc chiếu sáng quá mức có thể được quyết định là cần thiết. Ví dụ, các cửa hàng bán lẻ có cửa sổ lớn đôi khi sẽ được chiếu sáng qua đêm như một phương pháp phòng ngừa tội phạm.
Trong khi một số khía cạnh của chiếu sáng có thể kiểm soát dễ dàng, chẳng hạn như tắt đèn khi ra khỏi phòng, những khía cạnh khác được xác định bởi kiến trúc và xây dựng của tòa nhà. Ví dụ, giếng trời làm giảm lượng ánh sáng nhân tạo cần thiết vào ban ngày, nhưng hầu hết các tòa nhà không có chúng. Ngoài ra, quá ít công tắc đèn cũng có thể gây ra vấn đề. Nếu một tòa nhà văn phòng có cửa sổ lớn chỉ có một công tắc mỗi tầng, thì đèn điện sẽ chiếu sáng các khu vực vành đai (với ánh sáng tự nhiên dồi dào) ngang bằng với các khu vực bên trong (nơi nhận được ít ánh sáng mặt trời hơn).

## Ảnh hưởng sức khỏe

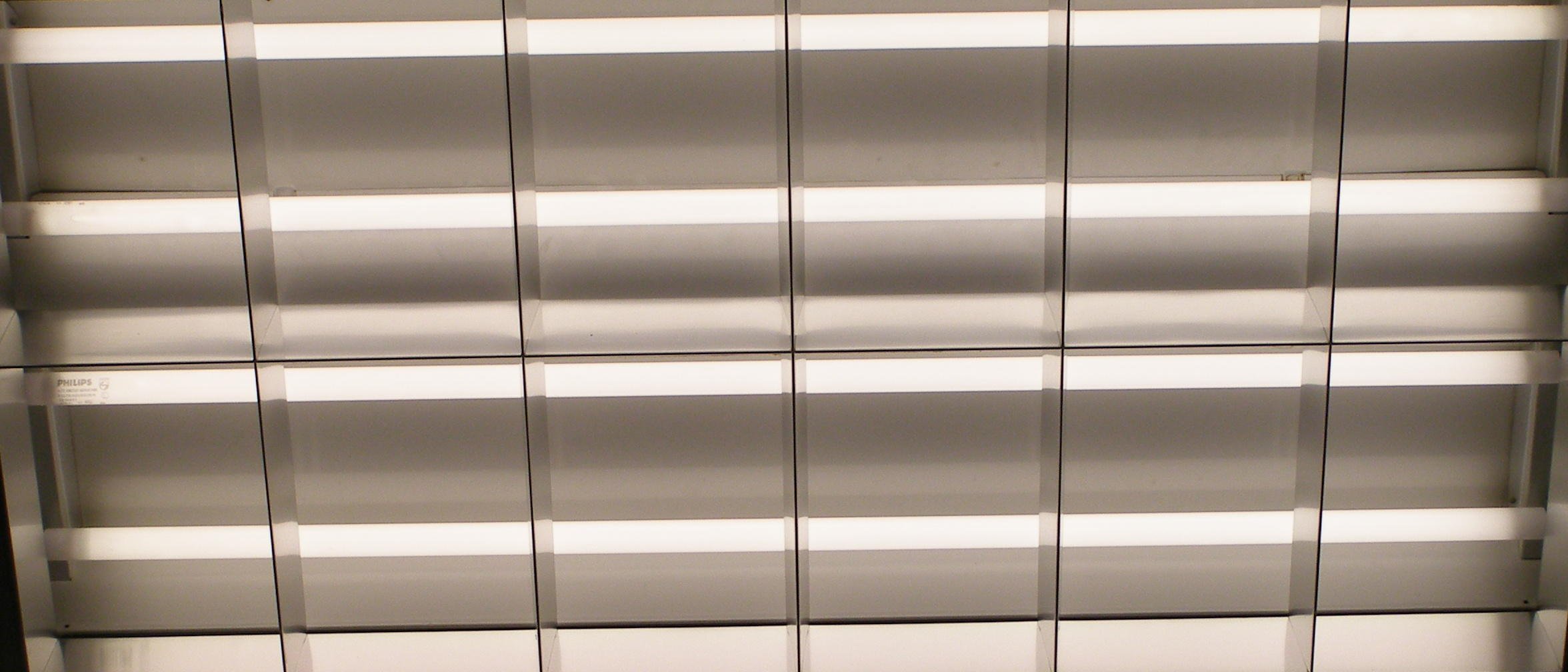
Đèn chiếu sáng huỳnh quang T8 phổ biến thường được sử dụng trong môi trường văn phòng

Chiếu sáng quá mức có liên quan đến các ảnh hưởng tiêu cực khác nhau đối với sức khỏe. Mặc dù một số hiệu ứng có thể xảy ra do phổ màu của ánh sáng huỳnh quang khác biệt đáng kể so với ánh sáng mặt trời, 
  các triệu chứng khác có thể được gây ra bởi ánh sáng quá đơn giản. Đặc biệt, chiếu sáng quá mức có liên quan đến đau đầu, mệt mỏi, căng thẳng y tế, lo lắng và giảm chức năng tình dục.
Một số nghiên cứu quy các chứng đau nửa đầu với ánh sáng quá mạnh, trong khi những nghiên cứu khác liên kết nó với các phân bố quang phổ nhất định. Trong một cuộc khảo sát, ánh sáng mạnh là yếu tố kích hoạt số hai (ảnh hưởng đến 47% số người được hỏi) vì đã gây ra cơn đau nửa đầu.
Mệt mỏi là một khiếu nại phổ biến khác từ các cá nhân tiếp xúc với ánh sáng quá mức, đặc biệt là với phương tiện huỳnh quang.
Tương tự như vậy, chiếu sáng quá mức cũng có thể gây căng thẳng và lo lắng. Trên thực tế, ánh sáng tự nhiên được ưa chuộng hơn ánh sáng nhân tạo hoàn toàn bởi nhân viên văn phòng từ cả hai nền văn hóa phương đông và phương tây. Ngoài ra, chiếu sáng quá mức có thể gây ra căng thẳng y tế  và thậm chí làm nặng thêm các rối loạn tâm lý khác như bệnh sợ khoảng trống. Việc thay thế ánh sáng tự nhiên bằng ánh sáng nhân tạo cũng làm giảm hiệu suất làm việc trong một số điều kiện nhất định.

### Hiệu ứng nhịp tuần hoàn và sinh học
Tác động tăng huyết áp của chiếu sáng quá mức có thể dẫn đến làm nặng thêm bệnh tim mạch và rối loạn cương dương, tác động là kết quả của việc tiếp xúc tích lũy lâu dài và tăng huyết áp có hệ thống. Cơ chế của hiệu ứng này dường như bị căng thẳng bởi sự điều hòa liên quan đến sản xuất adrenaline giống như phản ứng chiến đấu hoặc chuyến bay.
Sự gián đoạn nhịp sinh học chủ yếu được gây ra bởi thời gian ánh sáng sai liên quan đến giai đoạn sinh học. Nó cũng có thể bị ảnh hưởng bởi quá nhiều ánh sáng, quá ít ánh sáng hoặc thành phần quang phổ không chính xác của ánh sáng. Hiệu ứng này được thúc đẩy bởi kích thích (hoặc thiếu kích thích) đến các tế bào hạch nhạy cảm ở võng mạc. "Thời gian trong ngày", giai đoạn sinh học, được báo hiệu đến tuyến tùng, quang kế của cơ thể, bởi hạt nhân siêu âm. Ánh sáng rực rỡ vào buổi tối hoặc sáng sớm làm thay đổi giai đoạn sản xuất melatonin (xem đường cong phản ứng pha). Nhịp melatonin không đồng bộ có thể làm rối loạn nhịp tim và làm tăng lipid oxy hóa ở tim thiếu máu cục bộ. Melatonin cũng làm giảm sản xuất superoxit và myeloperoxide (một loại enzyme trong bạch cầu trung tính tạo ra axit hypochlorous) trong quá trình tái tưới máu thiếu máu cục bộ.